# Suzuka (Mie)

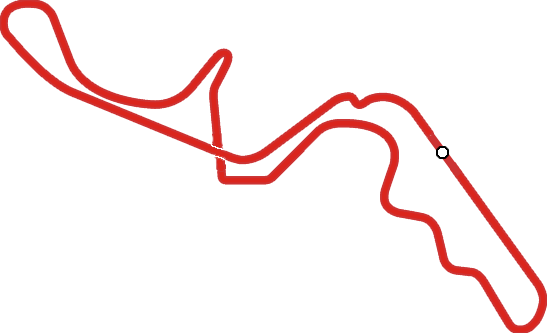
Tvar závodního okruhu v Suzuce

Suzuka (japonsky: 鈴鹿市; Suzuka-ši) je japonské město ležící v prefektuře Mie asi 80 km jihozápadně od Nagoji.
K 31. březnu 2006 mělo město 199 975 obyvatel a hustotu osídlení 1 027 obyvatel na km². Celková rozloha města činí 194,67 km².
Město bylo založeno 1. prosince 1942.

## Závodní okruh
Od roku 1987 se na závodním okruhu v Suzuce pravidelně jezdí Velká cena Japonska. Okruh má jako jediný v mistrovství tvar „osmičky“ a je mezi jezdci velmi populární. Vedle okruhu stojí Škola bezpečného řízení Honda, kterou absolvovaly tisíce řidičů aut a motocyklů, včetně policistů a instruktorů, z celého světa.

## Rodáci
- Miči Gotoová (* 1990) – fotbalistka